# Zombie Nation (film)
Zombie Nation è un film horror indipendente del 2004, scritto, diretto e prodotto da Ulli Lommel.

## Trama
L'agente di polizia Joe Singer vive una vita segreta in cui rapisce le donne che arresta, le porta in un magazzino e le uccide dopo averle torturate. Durante il suo turno di giorno come poliziotto, Joe è sempre arrabbiato con i suoi colleghi, specialmente col nuovo arrivato, il quale tenta di denunciarlo (senza successo) ai suoi superiori. Un gruppo di sei sacerdotesse praticano un rito voodoo che riporta in vita cinque vittime di Joe come zombie, le quali daranno la caccia al loro assassino per ottenere vendetta.

## Accoglienza
Il film ha ricevuto molte critiche negative. Sull'Internet Movie Database è all'11º posto della "Bottom 100", la classifica dei film con le valutazioni più basse, con una media di 1,5 basata su 8.210 votazioni.